# Гетероалкени
Гетероалкени (рос. гетероалкены, англ. heteroalkenes) — аналоги алкенів, в яких двозв'язний атом карбону замінений на гетероатом, зокрема на нітроген, сульфур та фосфор. 
Типовими представниками гетероалкенів є фосфалкени.
Приклади:
- метиліденсилан H2Si=CH2,
- N-метилметанімін[el] MeN=CH2.